# 60-й гаубичный артиллерийский полк
60-й гаубичный артиллерийский полк — воинская часть Вооружённых Сил СССР в Великой Отечественной войне.

## История
Полк сформирован в марте 1941 года в Биробиджане в составе 60-й танковой дивизии, на 22 июня 1941 дислоцировался там же. На вооружении полка состояли 122-мм гаубицы М-30
В действующей армии во время Великой Отечественной войны с 1 ноября 1941 по 25 мая 1942 года.
С 14 октября 1941 года начал переброску на запад. Прибыл в Тихвин 29 октября 1941 года, развернулся в районе западнее Тихвина близ Мелегежской Горки. Обеспечивает артиллерийскую поддержку 60-й танковой дивизии в ходе наступления от Тихвина.
С переформированием танковой дивизии в бригаду, изъят из состава дивизии и направлен на позиции по Волхову, действует в интересах 59-й армии, ведёт обстрел в частности Спасской Полисти
25 мая 1942 года переименован в 1225-й гаубичный артиллерийский полк

## Подчинение
| Дата            | Фронт (округ)         | Армия               | Корпус                       | Дивизия               | Примечания |
| --------------- | --------------------- | ------------------- | ---------------------------- | --------------------- | ---------- |
| 22.06.1941 года | Дальневосточный фронт | 1-я армия           | 30-й механизированный корпус | 60-я танковая дивизия | -          |
| 01.07.1941 года | Дальневосточный фронт | 1-я армия           | 30-й механизированный корпус | 60-я танковая дивизия | -          |
| 10.07.1941 года | Дальневосточный фронт | 1-я армия           | 30-й механизированный корпус | 60-я танковая дивизия | -          |
| 01.08.1941 года | Дальневосточный фронт | 15-я армия          | -                            | 60-я танковая дивизия | -          |
| 01.09.1941 года | Дальневосточный фронт | 15-я армия          | -                            | 60-я танковая дивизия | -          |
| 01.10.1941 года | Дальневосточный фронт | 15-я армия          | -                            | 60-я танковая дивизия | -          |
| 01.11.1941 года | -                     | 4-я отдельная армия | -                            | -                     | -          |
| 01.12.1941 года | -                     | 4-я отдельная армия | -                            | -                     | -          |
| 01.01.1942 года | Волховский фронт      | -                   | -                            | 60-я танковая дивизия | -          |
| 01.02.1942 года | Волховский фронт      | -                   | -                            | -                     | -          |
| 01.03.1942 года | Волховский фронт      | 59-я армия          | -                            | -                     | -          |
| 01.04.1942 года | Волховский фронт      | 59-я армия          | -                            | -                     | -          |
| 01.05.1942 года | Волховский фронт      | 59-я армия          | -                            | -                     | -          |

## Командиры
- майор Владимир Васильевич Благушин